# Eleições legislativas portuguesas de 1985 no distrito de Évora
| Eleições legislativas portuguesas de 1985 Distritos: Aveiro \| Beja \| Braga \| Bragança \| Castelo Branco \| Coimbra \| Évora \| Faro \| Guarda \| Leiria \| Lisboa \| Portalegre \| Porto \| Santarém \| Setúbal \| Viana do Castelo \| Vila Real \| Viseu \| Açores \| Madeira \| Estrangeiro |

## Resultados por Concelho
Os resultados nos concelhos do Distrito de Évora foram os seguintes:

### Alandroal
| Partido                 | Partido                           | Votos | %               | +/-  |
| ----------------------- | --------------------------------- | ----- | --------------- | ---- |
|                         | Aliança Povo Unido                | 2 771 | 52,85 / 100,00  | 4,50 |
|                         | Partido Social Democrata          | 708   | 13,50 / 100,00  | 0,18 |
|                         | Partido Renovador Democrático     | 655   | 12,49 / 100,00  | Novo |
|                         | Partido Socialista                | 638   | 12,17 / 100,00  | 7,12 |
|                         | Centro Democrático e Social       | 133   | 2,54 / 100,00   | 1,23 |
|                         | PCTP/MRPP                         | 60    | 1,14 / 100,00   | 0,13 |
|                         | Partido Socialista Revolucionário | 56    | 1,07 / 100,00   | 0,48 |
|                         | Outros                            | 104   | 1,99 / 100,00   |      |
| Votos Inválidos         | Votos Inválidos                   | 118   | 2,25 / 100,00   | 0,16 |
| Total                   | Total                             | 5 243 | 100,00 / 100,00 |      |
| Eleitorado/Participação | Eleitorado/Participação           | 6 644 | 78,91 / 100,00  | 3,64 |

### Arraiolos
| Partido                 | Partido                       | Votos | %               | +/-  |
| ----------------------- | ----------------------------- | ----- | --------------- | ---- |
|                         | Aliança Povo Unido            | 3 188 | 53,26 / 100,00  | 5,25 |
|                         | Partido Social Democrata      | 938   | 15,67 / 100,00  | 0,06 |
|                         | Partido Renovador Democrático | 703   | 11,74 / 100,00  | Novo |
|                         | Partido Socialista            | 694   | 11,59 / 100,00  | 5,62 |
|                         | Centro Democrático e Social   | 146   | 2,44 / 100,00   | 1,06 |
|                         | União Democrática Popular     | 60    | 1,00 / 100,00   | 0,42 |
|                         | Outros                        | 126   | 2,10 / 100,00   |      |
| Votos Inválidos         | Votos Inválidos               | 131   | 2,19 / 100,00   | 0,16 |
| Total                   | Total                         | 5 986 | 100,00 / 100,00 |      |
| Eleitorado/Participação | Eleitorado/Participação       | 7 167 | 83,52 / 100,00  | 3,57 |

### Borba
| Partido                 | Partido                       | Votos | %               | +/-   |
| ----------------------- | ----------------------------- | ----- | --------------- | ----- |
|                         | Aliança Povo Unido            | 2 109 | 37,22 / 100,00  | 7,82  |
|                         | Partido Renovador Democrático | 1 071 | 18,90 / 100,00  | Novo  |
|                         | Partido Social Democrata      | 957   | 16,89 / 100,00  | 3,21  |
|                         | Partido Socialista            | 886   | 15,63 / 100,00  | 14,08 |
|                         | Centro Democrático e Social   | 214   | 3,78 / 100,00   | 1,59  |
|                         | União Democrática Popular     | 98    | 1,73 / 100,00   | 0,52  |
|                         | Outros                        | 160   | 2,82 / 100,00   |       |
| Votos Inválidos         | Votos Inválidos               | 172   | 3,04 / 100,00   | 0,35  |
| Total                   | Total                         | 5 667 | 100,00 / 100,00 |       |
| Eleitorado/Participação | Eleitorado/Participação       | 6 958 | 81,45 / 100,00  | 3,74  |

### Estremoz
| Partido                 | Partido                       | Votos  | %               | +/-   |
| ----------------------- | ----------------------------- | ------ | --------------- | ----- |
|                         | Aliança Povo Unido            | 3 490  | 29,94 / 100,00  | 9,15  |
|                         | Partido Social Democrata      | 3 075  | 26,38 / 100,00  | 1,83  |
|                         | Partido Renovador Democrático | 2 218  | 19,03 / 100,00  | Novo  |
|                         | Partido Socialista            | 1 464  | 12,56 / 100,00  | 11,12 |
|                         | Centro Democrático e Social   | 487    | 4,18 / 100,00   | 2,26  |
|                         | União Democrática Popular     | 129    | 1,11 / 100,00   | 0,13  |
|                         | Outros                        | 369    | 3,16 / 100,00   |       |
| Votos Inválidos         | Votos Inválidos               | 426    | 3,65 / 100,00   | 0,89  |
| Total                   | Total                         | 11 658 | 100,00 / 100,00 |       |
| Eleitorado/Participação | Eleitorado/Participação       | 14 723 | 79,18 / 100,00  | 3,46  |

### Évora
| Partido                 | Partido                       | Votos  | %               | +/-   |
| ----------------------- | ----------------------------- | ------ | --------------- | ----- |
|                         | Aliança Povo Unido            | 11 685 | 34,85 / 100,00  | 8,91  |
|                         | Partido Social Democrata      | 7 255  | 21,63 / 100,00  | 0,64  |
|                         | Partido Renovador Democrático | 6 747  | 20,12 / 100,00  | Novo  |
|                         | Partido Socialista            | 4 654  | 13,88 / 100,00  | 10,99 |
|                         | Centro Democrático e Social   | 1 324  | 3,95 / 100,00   | 1,38  |
|                         | União Democrática Popular     | 405    | 1,21 / 100,00   | 0,31  |
|                         | Outros                        | 646    | 1,93 / 100,00   |       |
| Votos Inválidos         | Votos Inválidos               | 818    | 2,44 / 100,00   | 0,37  |
| Total                   | Total                         | 33 534 | 100,00 / 100,00 |       |
| Eleitorado/Participação | Eleitorado/Participação       | 41 511 | 80,78 / 100,00  | 2,73  |

### Montemor-o-Novo
| Partido                 | Partido                       | Votos  | %               | +/-  |
| ----------------------- | ----------------------------- | ------ | --------------- | ---- |
|                         | Aliança Povo Unido            | 7 780  | 55,27 / 100,00  | 3,11 |
|                         | Partido Social Democrata      | 2 091  | 14,85 / 100,00  | 1,56 |
|                         | Partido Socialista            | 1 896  | 13,47 / 100,00  | 4,48 |
|                         | Partido Renovador Democrático | 1 328  | 9,43 / 100,00   | Novo |
|                         | Centro Democrático e Social   | 288    | 2,05 / 100,00   | 0,73 |
|                         | Outros                        | 431    | 3,06 / 100,00   |      |
| Votos Inválidos         | Votos Inválidos               | 263    | 1,87 / 100,00   | 0,36 |
| Total                   | Total                         | 14 077 | 100,00 / 100,00 |      |
| Eleitorado/Participação | Eleitorado/Participação       | 16 513 | 85,25 / 100,00  | 2,16 |

### Mora
| Partido                 | Partido                       | Votos | %               | +/-  |
| ----------------------- | ----------------------------- | ----- | --------------- | ---- |
|                         | Aliança Povo Unido            | 2 489 | 49,85 / 100,00  | 1,86 |
|                         | Partido Social Democrata      | 999   | 20,01 / 100,00  | 2,43 |
|                         | Partido Socialista            | 568   | 11,38 / 100,00  | 4,47 |
|                         | Partido Renovador Democrático | 452   | 9,05 / 100,00   | Novo |
|                         | Centro Democrático e Social   | 206   | 4,13 / 100,00   | 1,74 |
|                         | Outros                        | 159   | 3,18 / 100,00   |      |
| Votos Inválidos         | Votos Inválidos               | 120   | 2,40 / 100,00   | 0,36 |
| Total                   | Total                         | 4 993 | 100,00 / 100,00 |      |
| Eleitorado/Participação | Eleitorado/Participação       | 5 916 | 84,40 / 100,00  | 0,69 |

### Mourão
| Partido                 | Partido                       | Votos | %               | +/-   |
| ----------------------- | ----------------------------- | ----- | --------------- | ----- |
|                         | Aliança Povo Unido            | 542   | 28,48 / 100,00  | 6,87  |
|                         | Partido Social Democrata      | 458   | 24,07 / 100,00  | 1,24  |
|                         | Partido Socialista            | 375   | 19,71 / 100,00  | 12,62 |
|                         | Partido Renovador Democrático | 309   | 16,24 / 100,00  | Novo  |
|                         | Centro Democrático e Social   | 56    | 2,94 / 100,00   | 0,32  |
|                         | PCTP/MRPP                     | 22    | 1,16 / 100,00   | 0,53  |
|                         | Outros                        | 60    | 3,15 / 100,00   |       |
| Votos Inválidos         | Votos Inválidos               | 81    | 4,26 / 100,00   | 1,05  |
| Total                   | Total                         | 1 903 | 100,00 / 100,00 |       |
| Eleitorado/Participação | Eleitorado/Participação       | 2 775 | 68,58 / 100,00  | 7,30  |

### Portel
| Partido                 | Partido                           | Votos | %               | +/-  |
| ----------------------- | --------------------------------- | ----- | --------------- | ---- |
|                         | Aliança Povo Unido                | 2 818 | 54,68 / 100,00  | 4,35 |
|                         | Partido Socialista                | 785   | 15,23 / 100,00  | 3,56 |
|                         | Partido Social Democrata          | 647   | 12,55 / 100,00  | 0,96 |
|                         | Partido Renovador Democrático     | 473   | 9,18 / 100,00   | Novo |
|                         | Centro Democrático e Social       | 74    | 1,44 / 100,00   | 0,63 |
|                         | PCTP/MRPP                         | 61    | 1,18 / 100,00   | 0,17 |
|                         | Partido Socialista Revolucionário | 54    | 1,05 / 100,00   | 0,42 |
|                         | Outros                            | 95    | 1,84 / 100,00   |      |
| Votos Inválidos         | Votos Inválidos                   | 147   | 2,85 / 100,00   | 0,23 |
| Total                   | Total                             | 5 154 | 100,00 / 100,00 |      |
| Eleitorado/Participação | Eleitorado/Participação           | 6 658 | 77,41 / 100,00  | 3,78 |

### Redondo
| Partido                 | Partido                           | Votos | %               | +/-   |
| ----------------------- | --------------------------------- | ----- | --------------- | ----- |
|                         | Aliança Povo Unido                | 2 065 | 40,11 / 100,00  | 5,69  |
|                         | Partido Renovador Democrático     | 970   | 18,84 / 100,00  | Novo  |
|                         | Partido Social Democrata          | 922   | 17,91 / 100,00  | 0,48  |
|                         | Partido Socialista                | 643   | 12,49 / 100,00  | 13,35 |
|                         | Centro Democrático e Social       | 161   | 3,13 / 100,00   | 1,21  |
|                         | União Democrática Popular         | 78    | 1,52 / 100,00   | 0,58  |
|                         | Partido Socialista Revolucionário | 61    | 1,18 / 100,00   | 0,43  |
|                         | Outros                            | 104   | 2,02 / 100,00   |       |
| Votos Inválidos         | Votos Inválidos                   | 144   | 2,80 / 100,00   | 0,48  |
| Total                   | Total                             | 5 148 | 100,00 / 100,00 |       |
| Eleitorado/Participação | Eleitorado/Participação           | 6 748 | 76,29 / 100,00  | 3,94  |

### Reguengos de Monsaraz
| Partido                 | Partido                           | Votos | %               | +/-   |
| ----------------------- | --------------------------------- | ----- | --------------- | ----- |
|                         | Aliança Povo Unido                | 2 470 | 34,01 / 100,00  | 2,06  |
|                         | Partido Socialista                | 1 628 | 22,42 / 100,00  | 15,70 |
|                         | Partido Social Democrata          | 1 198 | 16,50 / 100,00  | 0,06  |
|                         | Partido Renovador Democrático     | 1 145 | 15,77 / 100,00  | Novo  |
|                         | Centro Democrático e Social       | 255   | 3,51 / 100,00   | 0,15  |
|                         | PCTP/MRPP                         | 85    | 1,17 / 100,00   | 0,63  |
|                         | União Democrática Popular         | 78    | 1,07 / 100,00   | 0,67  |
|                         | Partido Socialista Revolucionário | 75    | 1,03 / 100,00   | 0,43  |
|                         | Outros                            | 95    | 1,31 / 100,00   |       |
| Votos Inválidos         | Votos Inválidos                   | 233   | 3,21 / 100,00   | 0,53  |
| Total                   | Total                             | 7 262 | 100,00 / 100,00 |       |
| Eleitorado/Participação | Eleitorado/Participação           | 9 383 | 77,40 / 100,00  | 4,25  |

### Vendas Novas
| Partido                 | Partido                       | Votos | %               | +/-  |
| ----------------------- | ----------------------------- | ----- | --------------- | ---- |
|                         | Aliança Povo Unido            | 3 058 | 40,99 / 100,00  | 5,66 |
|                         | Partido Social Democrata      | 1 443 | 19,34 / 100,00  | 1,11 |
|                         | Partido Socialista            | 1 140 | 15,28 / 100,00  | 9,26 |
|                         | Partido Renovador Democrático | 1 075 | 14,41 / 100,00  | Novo |
|                         | Centro Democrático e Social   | 347   | 4,65 / 100,00   | 0,89 |
|                         | Outros                        | 244   | 3,27 / 100,00   |      |
| Votos Inválidos         | Votos Inválidos               | 153   | 2,05 / 100,00   | 0,24 |
| Total                   | Total                         | 7 460 | 100,00 / 100,00 |      |
| Eleitorado/Participação | Eleitorado/Participação       | 9 063 | 82,31 / 100,00  | 2,34 |

### Viana do Alentejo
| Partido                 | Partido                           | Votos | %               | +/-  |
| ----------------------- | --------------------------------- | ----- | --------------- | ---- |
|                         | Aliança Povo Unido                | 2 047 | 49,08 / 100,00  | 6,11 |
|                         | Partido Socialista                | 607   | 14,55 / 100,00  | 6,55 |
|                         | Partido Social Democrata          | 567   | 13,59 / 100,00  | 1,00 |
|                         | Partido Renovador Democrático     | 494   | 11,84 / 100,00  | Novo |
|                         | Centro Democrático e Social       | 83    | 1,99 / 100,00   | 0,23 |
|                         | União Democrática Popular         | 54    | 1,29 / 100,00   | 0,38 |
|                         | Partido Socialista Revolucionário | 52    | 1,25 / 100,00   | 0,63 |
|                         | PCTP/MRPP                         | 49    | 1,17 / 100,00   | 0,38 |
|                         | Outros                            | 58    | 1,39 / 100,00   |      |
| Votos Inválidos         | Votos Inválidos                   | 160   | 3,84 / 100,00   | 0,77 |
| Total                   | Total                             | 4 171 | 100,00 / 100,00 |      |
| Eleitorado/Participação | Eleitorado/Participação           | 5 100 | 81,78 / 100,00  | 1,24 |

### Vila Viçosa
| Partido                 | Partido                       | Votos | %               | +/-   |
| ----------------------- | ----------------------------- | ----- | --------------- | ----- |
|                         | Aliança Povo Unido            | 2 149 | 37,40 / 100,00  | 6,78  |
|                         | Partido Social Democrata      | 1 288 | 22,42 / 100,00  | 4,78  |
|                         | Partido Renovador Democrático | 958   | 16,67 / 100,00  | Novo  |
|                         | Partido Socialista            | 907   | 15,78 / 100,00  | 12,96 |
|                         | Centro Democrático e Social   | 110   | 1,91 / 100,00   | 2,40  |
|                         | Outros                        | 214   | 3,72 / 100,00   |       |
| Votos Inválidos         | Votos Inválidos               | 120   | 2,08 / 100,00   | 0,35  |
| Total                   | Total                         | 5 746 | 100,00 / 100,00 |       |
| Eleitorado/Participação | Eleitorado/Participação       | 7 133 | 80,56 / 100,00  | 3,70  |